# Aleksandr Sokolov (minister)

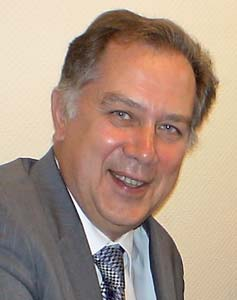
Aleksandr Sokolov

Aleksandr Sergejevitsj Sokolov (Russisch: Александр Сергеевич Соколов) (Leningrad, 8 augustus 1949) is een Russisch politicus en was van 9 maart 2004 tot 12 mei 2008 minister voor cultuur en massacommunicatie tijdens de tweede presidentsperiode van Vladimir Poetin in het kabinet Fradkov.

## Academische loopbaan
Sokolov studeerde musicologie aan het conservatorium van Moskou en behaalde daar een mastergraad aan de opleiding muziektheorie. In 1979 werd hij aangesteld als docent muziekanalyse op dit conservatorium. Hij behaalde tijdens zijn leven twee doctoraten: in de musicologie (1982) en in de kunsten (1992). Sinds 1993 was hij gewoon hoogleraar en sinds 1996 voorzitter van de opleiding muziektheorie.
Van 1992 tot 2001 was Sokolov vice-rector voor wetenschappelijk zaken van het conservatorium en van 2001 tot 2004 bekleedde hij de positie van rector magnificus.

## Bekroningen
Sokolov is lid van de Russische Unie van Componisten, en is honorair hoogleraar aan universiteiten in Europa, Japan en Zuid-Korea. Daarnaast zijn hem een aantal onderscheidingen toegekend, waaronder in 1999 de titel 'Geëerd Kunstarbeider van de Russische Federatie'. Hij werd in 2005 gelauwerd met de 'Nationale Prijs van Rusland'.

## Werken
Sokolov is auteur van diverse boeken op musicologisch gebied en artikelen over muziekcompositie. Een daarvan is zijn boek Inleiding tot de 20e-eeuwse muziekcompositie (Moskou 2004).